# 夜と霧 (映画)

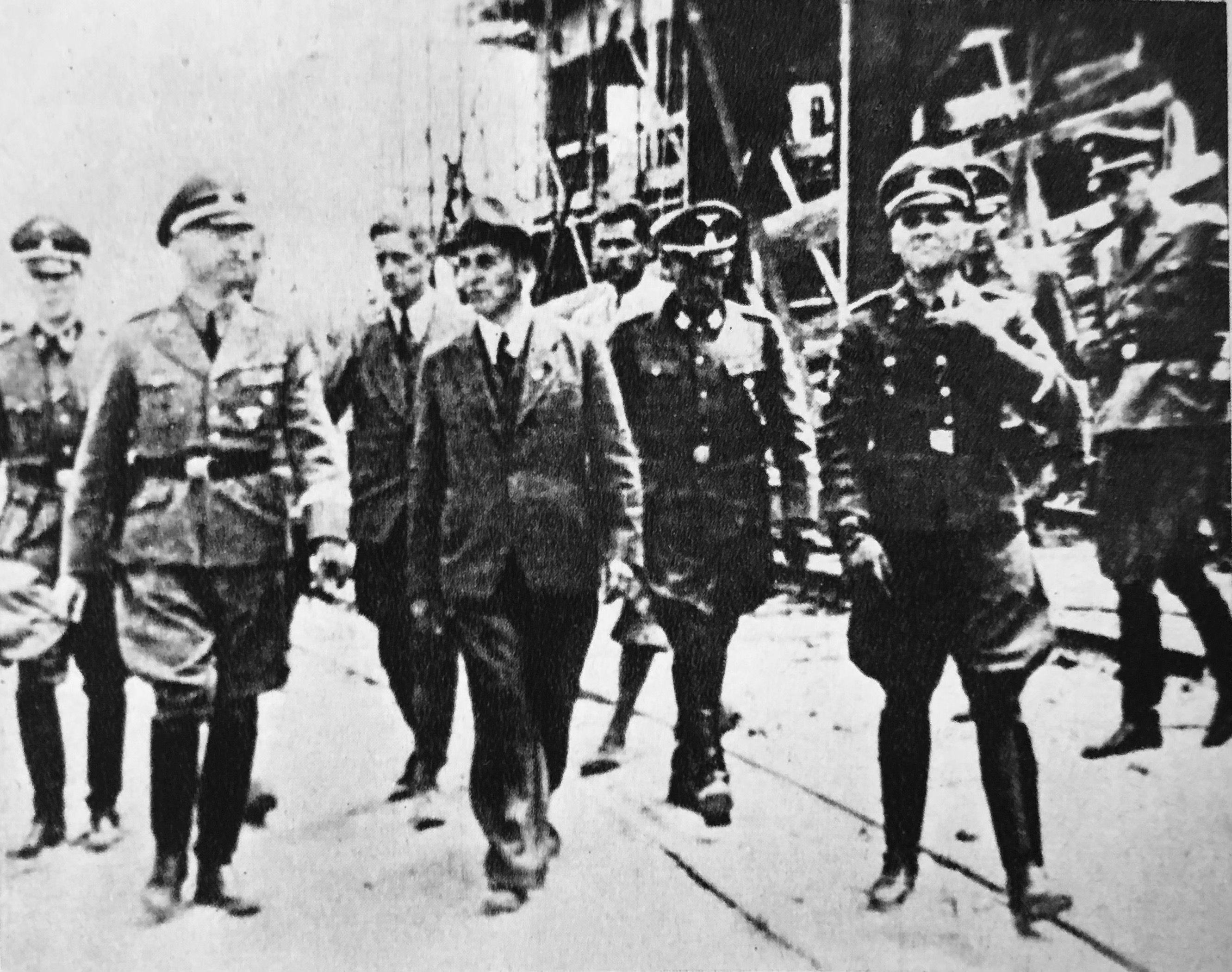
映画の一シーン

『夜と霧』（よるときり、仏: Nuit et brouillard）は、第二次世界大戦中、ナチがアウシュヴィッツのユダヤ人強制収容所でユダヤ人を虐殺した事実（ホロコースト）を告発した1956年公開のドキュメンタリー映画、記録映画。
題名は1941年12月7日に出されたヒトラーの総統命令「夜と霧」に由来する。全32分という短い作品だが、撮影当時の映像のカラーフィルムと、戦時中のモノクロのニュースフィルム・写真が交互に往還するコラージュの手法でナチズムを告発した斬新な表現は、当時、世界に衝撃を与え論争が巻き起こった。日本の初公開時には残虐シーンが過激であるとされて数分のカットをほどこし上映された。監督をつとめたのは、本作で世界的に注目を浴びたアラン・レネ、音楽を担当したハンス・アイスラーはナチに抵抗した作曲家で、敢えて流麗なサウンドをつけている。

## この映画ではアウシュヴィッツの死者数を900万人としている、とする誤った説について
この映画は「ナチスが人間石鹸を作ったり、アウシュヴィッツで900万人もの人々が殺された」 と主張していると、ロベール・フォーリソンら修正主義者の一部の人たちは主張している。ゲルマー・ルドルフも、2024年現在、「ゲルマー・ルドルフ著　ホロコースト講義　2023年版」において、「夜と霧 (映画)」の中でアウシュヴィッツで900万人が殺されたと放映していた、と主張している。
しかし、「900万人」という数字が触れられているエンディング付近のナレーションの全体は以下の通りである(映画中のナレーションを直接翻訳したもの)。
以上の通り、ナレーションでは「900万人の死者」がアウシュヴィッツだけのものだとは一言も述べていない。映画では、このナレーションの背景をアウシュヴィッツの第二収容所であるビルケナウ収容所の映画撮影当時の映像を映し出しているが、この映画では様々な当時の映像をコラージュ的に繋いだ編集となっていて、アウシュヴィッツ以外の強制収容所の映像も、それが特にどこだとは語られずに使用されている。このナレーションの背景にあるビルケナウの映像もそうで、それがアウシュヴィッツ（ビルケナウ）の映像だとは一言も語られていない。アウシュヴィッツの名前が登場するのは映画冒頭付近で他の収容所と共にリストで表示されただけで、それ以外は一度も登場しない。以上のことから、900万人がこの映画全体で扱っていたナチスドイツの強制収容所（いわゆる絶滅収容所を区別していない）すべての犠牲者数を指していることは自明である。なお、この900万人については特にユダヤ人のみに限定されていないことは注意が必要である。
監督のアラン・レネ自身が、2006年に以下のように述べている。
映画に助言を与えていた二人の歴史家も、当時、アウシュヴィッツの犠牲者数を900万人と主張したことはない。アンリ・ミシェルが1950年代に編集長を務めていた雑誌『Revue d'Histoire de la Deuxième Guerre Mondiale（第二次世界大戦史のレビュー）』の1954年7月15号では、アウシュヴィッツ司令官のルドルフ・ヘスのニュルンベルク裁判での証言である「ガス室で死んだ人々の数を250万人とし、これに飢えと病気で死んだ50万人の囚人を加えなければならない」を紹介していたし、1956年10月号では、アウシュヴィッツの犠牲者数を400万人と記述していた。同雑誌には、オルガ・ウォームザーも寄稿していたからこれら数字を認識していなかったはずはない。さらに、この二人による著書『Tragédie de la déportation, 1940-1945: Témoignages de survivants des camps de concentration allemands（追放の悲劇 1940-1945：ドイツの強制収容所生存者の証言）』では収容システム全体の犠牲者総数を、「800万人の人々」と記している。
さらに、フランスの歴史家シルヴィ・リンデペルグは、『夜と霧』について綿密な調査を行った。2007年、彼女はこの研究の成果を『夜と霧、歴史映画』（Odile Jacob, 2007）として発表し、こう書いている。
以上のことから、映画で述べられた900万人がアウシュヴィッツのみの死者数ではないことは明らかである。
また「石鹸」という言葉は1箇所だけナレーションに登場するが、「ナチス」や「ユダヤ人」などの特定はなく、「遺体を使って…しかしもう何も言えない…遺体を使って石鹸を作ろうとした…」と述べられただけである。ナチスドイツによる遺体を使った石鹸の工業的生産はなかったことが確認されているが、ダンツィヒの実験室で試みられていたことはあるとされている
これらの修正主義者の主張の目的は、歴史家の信用を失墜させることにある、との主張がある。

## 関連作品
- ヴィクトール・E・フランクル『夜と霧 ドイツ強制収容所の体験記録』（1946年。心理学者でもある著者の収容所体験報告記。原題直訳は「ある心理学者の強制収容所体験」でテーマは同じ）
- 大島渚『日本の夜と霧』（1960年。安保闘争の学生運動の内実を即興的な手法で暴いた作品。テーマは異なる）
- 北杜夫『夜と霧の隅で』（1960年。ナチの「夜と霧作戦」下、精神病者に対する安楽死作戦 (T4作戦) に抵抗する精神科医らの苦悩を描いた第43回芥川賞受賞作品。モチーフは似ているが、テーマは異なる）
- ディヴィッド・マレル『夜と霧の盟約』（1987年。第二次世界大戦後、「夜と霧」作戦の再来を暗示する失踪事件をめぐるミステリ作品。テーマは異なる）
- 佐野眞一『阿片王 満州の夜と霧』（2005年。満州帝国で行なわれた阿片密売を通し、軍人・政治家・女性らが繰り広げた内実を暴いた作品。テーマは異なる）

## 関連文献
- アラン・レネエ「夜と霧」
  - 針生一郎（編）『全集・現代世界文学の発見 第5』（サブタイトル: 抵抗から解放へ）、学芸書林、1970年